# Amt Fallingbostel
Das Amt Fallingbostel war ein historisches Verwaltungsgebiet des Fürstentums Lüneburg, später des Königreichs Hannover bzw. der preußischen Provinz Hannover. Sitz der Verwaltung war Fallingbostel, übergeordnete Verwaltungsinstanz die Landdrostei Lüneburg.

## Geschichte
Der Amtssprengel, früher eine Amtsvogtei, geht auf einen als Heidemark bezeichneten und im 14. Jahrhundert erstmals nachgewiesenen Gerichtsbezirk sowie auf die 1529 eingezogenen Propsteigüter des Klosters Walsrode zurück. Bereits 1371 wurde in Fallingbostel Gericht gehalten, Go- und Holting fanden bis Mitte des 15. Jahrhunderts zeitweilig auch in Dorfmark statt. In Klosterurkunden erscheint 1402 und 1407 Frederick Stalknecht als erster namentlich bekannter Vogt. Um 1560/70 war Heinrich Hasselhorst Amtsvogt, danach Lüder Kuhls (genannt 1595/97).
Die Amtsvogtei unterstand seit der zweiten Hälfte des 16. Jahrhunderts dem Großvogt in Celle, dessen Befugnisse aber später eingeschränkt und 1772 ganz aufgehoben und dem rechtskundigen Amtsvogt übertragen wurden.
1756 wurde dem Amtmann auch die Verwaltung der Amtsvogtei Soltau übertragen, so dass nach der westphälisch-französischen Zeit die Bezeichnung Amtsvogtei Fallingbostel-Soltau üblich wurde. 1835 wurde das Amt Walsrode aufgehoben und der Amtsvogtei Fallingbostel-Soltau zur Verwaltung übergeben.
Nach der Revolution von 1848 wurde im Königreich Hannover die Rechtsprechung von der Verwaltung getrennt und das neu geschaffene Amtsgericht Fallingbostel übernahm die Aufgaben der Rechtsprechung der ersten Instanz, die vorher vom Amt wahrgenommen wurde.
1852 wurde die Amtsvogtei offiziell in ein Amt umgewandelt. Zugleich wurde der Bereich der ehemaligen Amtsvogtei Soltau wieder abgetrennt und dafür die Stadt Walsrode und das Gericht Cordingen eingegliedert, das vom Umfang her dem Kirchspiel Walsrode entsprach. 1859 kamen weitere 10 Dörfer des Amts Rethem (Aller) hinzu, nämlich das Gericht Boitzen, das das Kirchspiel Kirchboitzen und den zum Kirchspiel Düshorn gehörigen Teil der Gemeinde Hollige umfasste. 1865 wurde der Sitz des Amtsgerichts von Fallingbostel nach Walsrode verlegt. 1885 wurde die Kreisverfassung eingeführt und der neue Kreis Fallingbostel um das aufgehobene Amt Ahlden erweitert.

## Amtshaus
Das Amtshaus in Fallingbostel wurde 1595 und 1774 neu errichtet. Es beherbergte nach Aufhebung des Amts die Sparkasse.

## Gemeinden
Bei seiner Aufhebung (1885) umfasste das Amt folgende Gemeinden:
| - Adolphsheide - Altenboitzen (**) - Benzen (*) - Bockel - Bockhorn - Böstlingen - Bommelsen - Borg (*) - Dorfmark - Düshop - Düshorn - Ebbingen (*) - Ettenbostel - Fallingbostel | - Fischendorf - Fuhrhop - Fulde (*) - Groß Eilstorf (**) - Hamwiede (**) - Hartem - Hollige (**) - Honerdingen - Hünzingen (*) - Idsingen (*) - Jettebruch - Kettenburg (*) - Kirchboitzen (**) - Klein Eilstorf (**) | - Krelingen - Kroge - Mengebostel - Nordkampen (**) - Obereinzingen - Oberhode - Oberndorfmark - Oerbke - Ost-Ahrsen - Ostenholz - Riepe - Sieverdingen (*) - Sindorf (**) - Stellichte (*) | - Südkampen (**) - Untereinzingen - Vethem (**) - Vierde - Vorbrück - Vor-Walsrode - Walsrode - Wense - West-Jarlingen (*) - Westendorf - Westenholz - Westerharl - Winkelhausen - Woltem |

(*) Aus dem früheren Gericht Cordingen (Amt Rethem); (**) aus dem Gericht Boitzen (Amt Rethem).
- Karte mit allen verlinkten Seiten:
- OSM |
- WikiMap

## Amtmänner

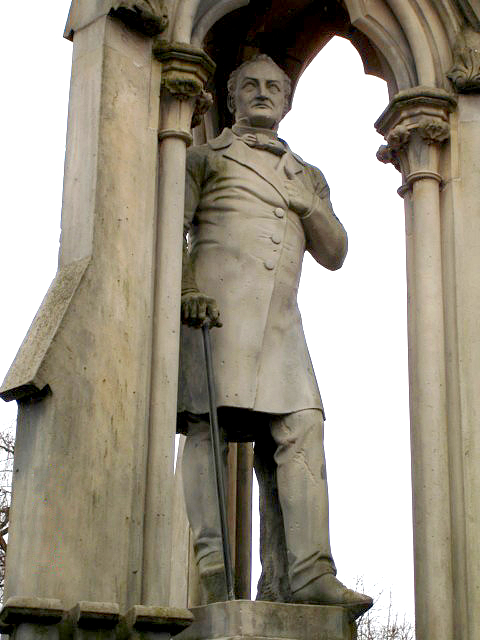
Denkmal für Heinrich Guischard gen. von Quintus Icilius in Bad Fallingbostel

- 1763–1771: Heinrich Georg Ludwig Wackerhagen (1727–1771), Amtsschreiber
- bis 1811: Friedrich Maximilian Hans von Engelbrechten (1733–1811), Drost
- 1818–1825: Georg Friedrich Burchard von Möller, Drost
- 1826–1834: Ernst Christian Friedrich von der Wense, Drost
- 1835–1846: Johann Friedrich Mehliss, Amtmann
- 1847–1861: Heinrich Guischard gen. von Quintus Icilius, Amtmann, ab 1859 Oberamtmann
- 1861–1885: Friedrich Wilhelm Heinrich Hoppenstedt, Amtmann und Kreishauptmann